# イアリンジャパン
有限会社イアリンジャパン（イアリンジャパン、英: Eallin Japan Co., Ltd.）は、映像制作を行う日本の企業。
チェコのプラハに本社をもつ映像制作会社「Eallin」と提携している。

## Eallin
Eallin（イアリン）はチェコのプラハを本拠地として、東京（日本）、ロンドン（イギリス）、ブラチスラバ（スロバキア）、ストックホルム（スウェーデン）の5か所にスタジオを展開する法人である。起業当時は伝統的なチェコのコマ撮りアニメーションを制作していたが、市場のニーズと共にコンピューターグラフィックス、実写撮影技術などを取り入れ、現在では様々な映像技術をミックスした独自の映像表現を提供している。 その発展のなかで市場をインドやロシア、日本などに拡大し、 現在ではイギリスを主なマーケットとして映像制作を行う。日本の東京スタジオは主にアジア、オセアニア地域を担当している。
Eallin はサーミ語で「命」を意味する語である、「命を吹き込む」の意が込められている。

## 事業内容
コマーシャル映像、ミュージックビデオ、テレビグラフィック、企業プロモーションビデオなどの映像アニメーションコンテンツを手掛けている。 映像ディレクターを中心とした提案型プロジェクトを主な業務とし、手描きアニメーション、2Dアニメーション、3Dアニメーション、モーショングラフィックス、プリントデザインを制作している。
2022年には Wacom コネクテッド・インク2022 にて、無料VR展示およびパフォーマンスをVRChat上にて公開した。IPブランド『GBXD』の枠組みで現在はDimension Girl 亜空間こねるのゲームの制作が進められている
2023年3月には VRChat Inc. とオフィシャルパートナー契約を締結した。これにより、イアリンジャパンはVRChatを利用した有料イベントの開催や配信などの、商用コンテンツの企画・制作が可能となった。また、VRChatの制作メンバーとともにクリエイティブ・チーム『MIGIRI』を設立した。

## 沿革
以下、イアリンとしてのものも含む。
- 2000年 - チェコ、プラハにて Eallin が設立される[10]
- 2004年6月11日 - 有限会社イアリンジャパンが設立される[1][4]
- 2007年 - 取締役の笠島久嗣が渡欧し、 Eallin（プラハ）にてCM、MVの制作に従事する[5]
- 2008年 - スロバキアのブラティスラヴァ スタジオが設立される[1]
- 2010年 - 笠島が帰国し、イアリンジャパン 東京スタジオを設立する[1][2][5]
- 2016年 - イギリスのロンドン オフィスが設立される[1]
- 2023年3月 - イアリンジャパンがVRChat社とオフィシャルパートナー契約を締結[9]

## 代表作
KAMITSUBAKI STUDIOの花譜、理芽、V.W.Pなどのミュージックビデオやライブ演出に加え、『Project:;COLD』、Instagram CM など様々な映像作品を制作している。

### 亜空間こねる
次元少女 亜空間こねる（じげんしょうじょ あくうかんこねる）はイアリンジャパンのキャラクターである。次元旅行が趣味で、たまたま新宿に住むことになった多次元宇宙生命体である女の子である。他者を「受肉」することで次元を超えて観光をすることが出来る。
イアリンジャパンのほかの仕事にはまったくかかわっていないディレクター HYPERSPACE がただ一人で制作している。
2023年初夏の発売を目途にローグライト横スクロールアクションゲーム『DIMENTION GIRL -次元少女-亜空間こねる』が開発されている。

### ミュージックビデオ
- ホロライブ
  - 角巻わため「Everlasting Soul」 - 3DCG[12]
  - 夕刻ロベル（ホロスターズ）「POP-TALK」 - 2D ANIMATION[13]
  - 白銀ノエル「リリカル Monster」 - 3DCG[14]
  - 桃鈴ねね「Ring-A-Linger」 - 3DCG[15]
- KAMITSUBAKI STUDIO[注釈 1]
  - カンザキイオリ「音楽なんてわからない」 - 2D ANIMATION[17][注釈 2]
  - 花譜「景色」 - 2D ANIMATION[18]
  - 花譜「畢生よ」 - 3DCG[19]
  - 花譜「世惑い子」2D ANIMATION / 3DCG[20]
  - 花譜×たなか「飛翔するmeme」 - 3DCG[21]
  - 理芽「ピルグリム」 - 3DCG[22]
  - 春猿火「纏 其ノ参 -落葉-」- 3DCG[23]
  - V.W.P「変身」 - 3DCG[24]
  - V.W.P「言霊」 - 3DCG[25]
  - V.W.P「共鳴」 - 3DCG[26]
  - ORESAMA「パラレルモーション」 - 3DCG[27][注釈 3]
- 真っ白なキャンバス「ルーザーガール」 - 2D ANIMATION[28]
- odol 「歩む日々に」 - 2D ANIMATION、森永乳業コラボ[29]
- ぞん子「Dive into the ZONe」[30]
- ヨルシカ「心に穴が空いた」[31][32]
- SEEB「Free To Go」 - 2D ANIMATION / 3DCG[33]
- MONKEY MAJIK × サンドウィッチマン「ウマーベラス」 - 3DCG[34]

### コマーシャル映像
- SUNTORY BOSS『ある男の生き方』[35]
- 西鉄テレビCM「アイランドシティ」篇 - 2D ANIMATION[36]
- 花王 「バブ モンスターバブル」 - 2D ANIMATION[37]
- 小田急電鉄『顔を上げれば「思い立って江の島へ」』 - 2D ANIMATION[38]
- 小田急電鉄『顔を上げれば「海老名と思い出と」』- 2D ANIMATION[39]
- Instagram Web CM - 2D ANIMATION[40]
- maxell 企業広告「アナログなのに、おもいっきり未来。」高校生の妄想篇 - 2D ANIMATION[41]
- BAA「こぎだそう、次のセカイへ！」篇 - 2D ANIMATION[42]
- 三菱電機「ニャンてわくわくするみらい」 - 2D ANIMATION[43]
- タクトホームCM「わたしたちの仕事」 - 2D ANIMATION[44]
- 日本マイクロソフト株式会社「Windows11の世界へ 30秒篇」 - 2D ANIMATION[45]
- カロリーメイト「夏がはじまる」 - 2D ANIMATION[46]
- 森永乳業 かがやく笑顔シリーズPV - 2D ANIMATION[47]
- 西松屋2020サマーコレクション - 2D ANIMATION[48]
- KATE「東京ヲトギバナシ」 - 2D ANIMATION[49]
- SoftBank 5G CM「登場」篇[50]
- Doritos[51]
- McDonald's Japan 「ハッピーセット」 - 3DCG[52]
- メディケア生命おくすり保険「メディフィットEX」 - 3DCG[53]
- &honey Melty - 2D ANIMATION[54]
- BROOKS - 2D ANIMATION[55]
- LUMINE「ルミネカード１０％オフキャンペーン」  - 2D ANIMATION[56][57]
- JPRS - 2D ANIMATION[58]

### PV
- Wacom ConnectedInk 2022 / Kiseki-ART Particle LIVE at VRC 「Metamorphosis」 - 3DCG[59]
- COVER 「Holoearth　ホロアース コンセプトムービー #1」[60]
- ポケモン「ジムリーダー・ナンジャモの相棒は何者なんじゃ!?」[61][62]
- The J-league 2019 PV / DAZN - 2D ANIMATION[63]
- 福井県×「2.43 清陰高校男子バレー部」 - 2D ANIMATION[64][65]

### ゲーム
- 『Project:;COLD』
  - 『Project:;COLD』 case.611 case.613[66]
  - 『Project:;COLD 1.8』case.633 惨劇の五芒星事件[67]
- 『TOKYO CHRONOS』 - 2D ANIMATION[68]
- 『神椿市建設中。』本編ムービー - 3DCG[69]
- サバかく「チャーリーの一日」 - 2D ANIMATION / 3DCG[70]

### その他
- 『実験都市DIVER CITY』 - 2D ANIMATION[71]
- 箱根駅伝 - 2D ANIMATION[72]
- Eallin 2020 20th anniversary - 2D ANIMATION[73]
- Micha Astromeria - VRChat用アバター[74]